# 7484 도고 온센
7484 도고 온센(일본어: 道後温泉)은 소행성대의 소행성으로 1994년 11월 30일 일본 에히메현 구마코겐정에 있는 구마코겐 천체관측소에서 나카무라 아키마사가 발견했다. 에히메 현 도고 온천에서 이름을 따왔다.